# Grants ökenguldmullvad
Grants ökenguldmullvad (Eremitalpa granti) är ett däggdjur i familjen guldmullvadar och den enda arten i sitt släkte. Djuret förekommer i sydöstra Afrika.

## Beskrivning
Denna guldmullvad liknar liksom andra arter av familjen de eurasiska mullvadarna men det finns inget nära släktskap mellan djurgrupperna. Arten når en kroppslängd mellan 7,5 och 9 cm samt en vikt omkring 15 gram, svansen saknas. Pälsen är sandfärgade eller gråaktig och ansiktet är mera vitaktig. Ungdjur har mönster vid kinden. Alla tår är utrustade med klor och vid varje framfot är tre klor större.
Grants ökenguldmullvad har två från varandra skilda utbredningsområden i västra Sydafrika respektive i västra Namibia. Den vistas i sanddyner nära kusten samt i angränsande öknar.
Arten gräver kortvariga tunnlar och i något djupare gångar föds ungarna. Reviret av olika individer kan överlappa men de lever vanligen ensam. Territoriet är i genomsnitt 4,6 hektar stort. Födan utgörs främst av termiter och andra ryggradslösa djur men ibland fångar de ödlor.
Fortplantningssättet är nästan outrett. Två upphittade honor var dräktiga med var sin unge.
Arten hotas av habitatförstörelse men IUCN listar den fortfarande som livskraftig (LC).